# 蒼光院
蒼光院（そうこういん、チャングァンウォン、朝鮮語: 창광원、英語: Changgwangwon Health Complex）は、朝鮮民主主義人民共和国（北朝鮮）平壌市中区域千里馬通り（朝: 천리마거리）に位置する、4階建ての特権階級向け総合ヘルスセンター・保養施設である。
風光明媚な普通江の畔に位置し、17階建ての普通江ホテルの隣に立地する。

## 歴史
北朝鮮国家主席・金日成自らが「一流の衛生文化福利施設を民衆へ」という呼びかけのもと普通江の河畔を選び、建築図案の審議などを行った。
1980年3月に完成、営業開始。その後、北朝鮮では各地で同類のヘルスセンターが次々と開設された。外国人観光客に人気のスポットでもある。

## 設備
敷地面積は50,000m2以上で、4階建ての建物内は、延床面積380,000m2、すべての水源は濾過・消毒されている。入浴施設部分は円形の平面4階建てとなっている。
- 1階・4階：個人浴室、家族用浴室、超音波治療マッサージ浴室[1]
- 2階：男性用公共浴室。
- 3階：女性用公共浴室。
- 入浴施設以外に、ドライサウナ及びスチームサウナもある。休憩室も完備されている[1]。
- 公共浴場施設の1日収容可能人数は、10,000人[1]。
- 屋外にはプール、及び大型のウォーターパークが二箇所設けられている。遊泳用具やウォータースライダーなど、成人・児童を問わず楽しめる条件が備えられており、またオールシーズン対応の空調設備（エアコン）が完備されている[1]。
- 冬季には高さ10メートルの飛込施設及び温水プールが利用されている。プールの観覧席数は2,000席[1]で、国際的競技の開催にも対応可能となっている[1]。
- また理髪店、マッサージ店、美容院（女性のみ）、食堂（レストラン）、喫茶店（サイダーとビールのみ提供）も開設されている。
- 美容院は北朝鮮最先端の技術を持つ美容師たちが集結しており、朝鮮中央放送委員会（朝鮮中央テレビ）アナウンサーで勞力英雄でもある李春姬は本施設の利用を許可されている[5]。蒼光院の美容院にて彼女が施したヘアスタイルは、北朝鮮の特権階級中高年女性の間で流行の先駆けとなっている。

## 営業時間
毎日午前10時から午後6時まで。但し水曜日は施設全体の消毒のため、休業。

## 費用
2002年6月時点では入場無料で、サービス項目ごとの使用料課金システムとなっている。

## 参考
平壌市には、この他に総合ヘルスセンターが二箇所存在する。
- 楽浪院：平壌南部・楽浪洞の「楽浪院」にある。（2000年11月開業）
- 御恩院

平壌以外に立地する施設
- 天池院（朝: 천지원、英: Lake Chon Health Complex）：北朝鮮北東部の内陸部・両江道三池淵市にある蒼光院の姉妹施設。